# Débit (hydrologie)

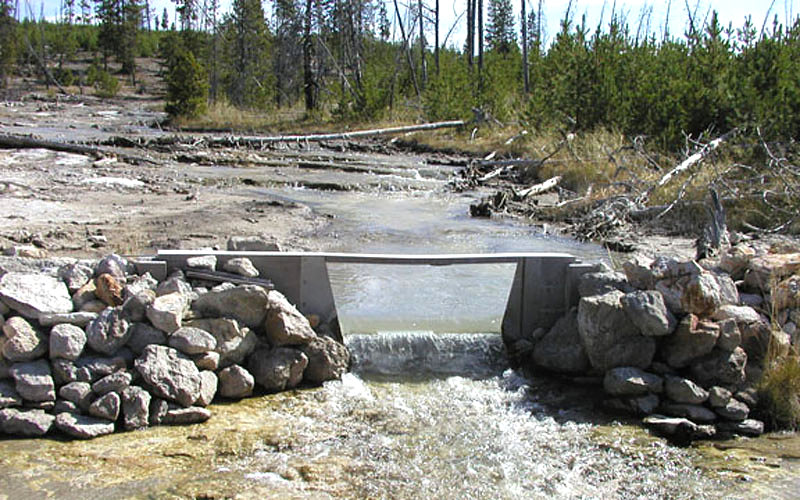
Seuil de mesure du débit d'un cours d'eau dans le parc de Yellowstone (États-Unis).

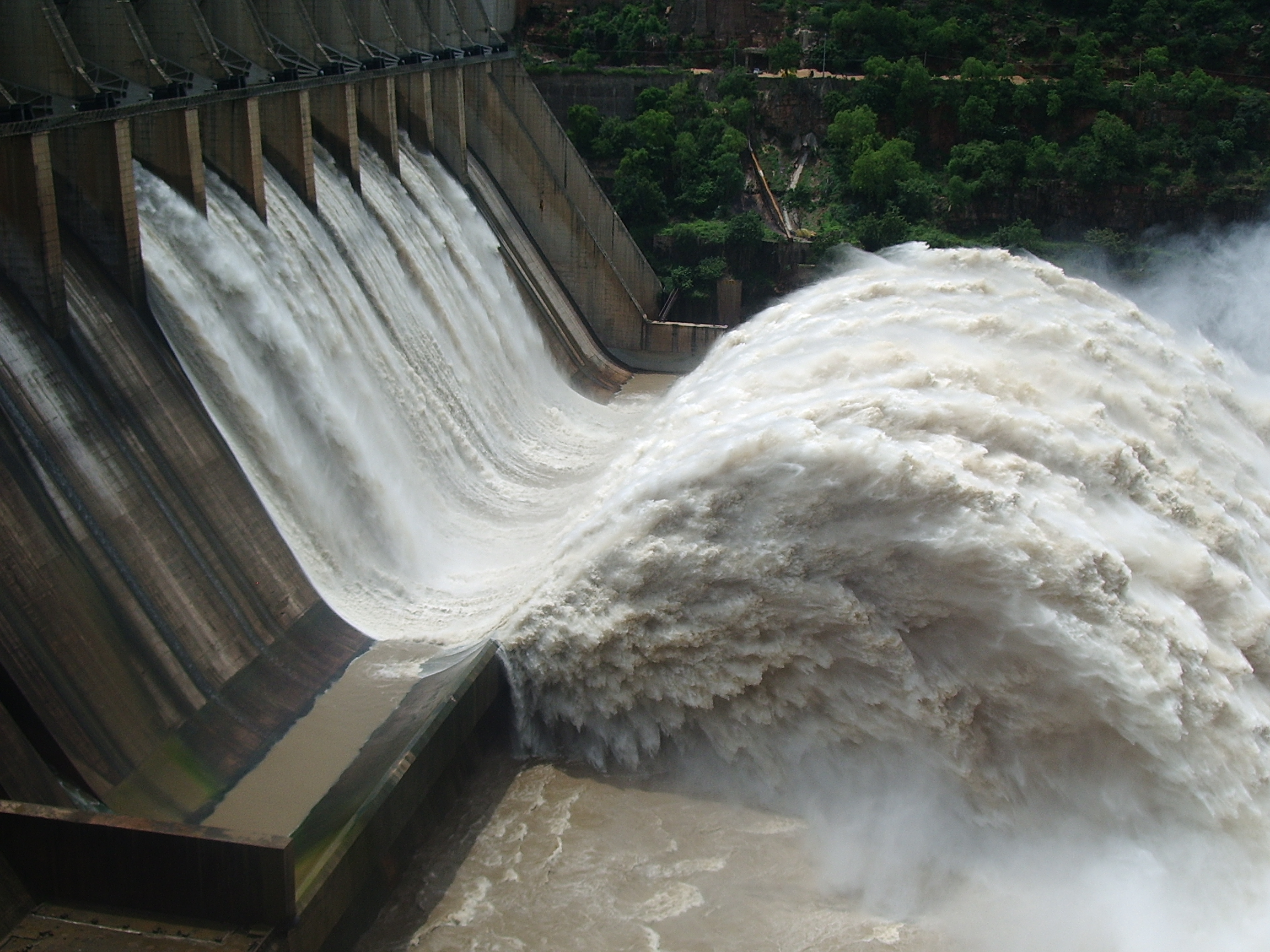
Pour un débit constant, illustration de la relation entre la section d'écoulement et la vitesse du flux, et avec sa dilution/compression (barrage de Srisailam (Inde).

Le débit d'un cours d'eau est le volume d'eau liquide traversant une section transversale de l'écoulement, par unité de temps. Il comprend tout ce qui est transporté avec cette eau, comme les matières solides en suspension (exemples : le sable, les sédiments), les produits chimiques dissous (exemples : le calcaire, les sels dont les nitrates, sulfates, chlorures et phosphates), des éléments biologiques (exemple : les diatomées). 
Sans autre précision il s'agit du débit instantané, mais il peut aussi s'agir du module inter-annuel.

## Histoire du mot
Dans le domaine de l'hydraulique et de l'hydrologie, le mot « débit » est utilisé au moins depuis le début du XIXe siècle, avec les notions de vitesse d'écoulement et de géométrie transversale.

## Signification du débit d'un bassin versant
Inséré dans le cycle de l'eau et après ruissellement, le débit instantané d'un cours d'eau en un lieu particulier dépend directement d'une part des caractéristiques du bassin versant au-dessus de ce lieu, comme sa superficie, sa pente moyenne, son temps de concentration (présence de barrage), ses types de couverture (végétale, agricole, urbaine), de sa géologie (perméabilité des couches de terrain, présence de nappes / aquifère, circulation d'eau souterraine, etc.), d'autre part de la météorologie récente et passée (précipitations / pluviométrie, évapotranspiration) en intensité et en durée, et enfin des usages de l'eau (prélèvements d'eau domestique, agricole / irrigation, industrielle) dans ce bassin versant.
En hydraulique fluviale, l'hydrogramme indique comment le débit instantané varie dans le temps après une précipitation (pluie, orage, cyclone tropical, etc.) à un point donné d'un cours d'eau. Le flux d'eau monte alors plus ou moins rapidement jusqu'à un débit de pointe (pic de crue correspondant au niveau d’eau maximal atteint), puis descend relativement lentement. L'estimation de ce débit de pointe est déterminante pour l'étude des inondations. L'analyse de la relation entre l'intensité et la durée des précipitations (par exemple 10 mm/h sur 2 heures puis 25mm sur une heure) et la réponse en termes de débits de ce cours d'eau s'établit dans une série d'hydrogrammes représentatifs. Les précipitations historiques réelles peuvent alors être modélisées mathématiquement pour se caler aux caractéristiques des inondations historiques. Puis à l'aide des périodes de retour des précipitations il devient possible d'estimer des niveaux d'inondation.
Les forts débits transportent vers l'aval beaucoup plus de sédiments et de plus grands éléments (graviers / cailloux / blocs, branches / arbres) que les petits débits. Ils peuvent également éroder les berges et endommager les infrastructures publiques.

## Détermination du débit

### Modalités de calcul
En hydrologie et dans une première approximation, on ne considère que la composante Eau, avec un écoulement uniforme (intensité {\displaystyle V~} de la vitesse de l'écoulement constante dans une section {\displaystyle S~}, normale au champ de vitesse). Dans ce cas, le débit volumique {\displaystyle D_{v}~} se calcule à partir des seules vitesse {\displaystyle V~} et section droite {\displaystyle S~} :
{\displaystyle D_{v}=V\cdot S} en m3/s

### Mesure
L'hydrométrie est la science de la mesure du débit des eaux continentales, superficielles ou souterraines. Le débit des cours d'eau s’exprime en m³/s pour les fleuves, en m³/h pour les cours d'eau plus modestes
Le débitmètre est l'appareil qui permet la mesure directe du débit dans une section constante (exemple: un tuyau). Il en existe de différents types. Le limnimètre permet d'accéder au débit d'un cours d'eau grâce à une courbe de tarage. 
L'unité de mesure dérivée du Système international d'unités d'un débit volumique est le mètre cube par seconde (m3/s). Le litre par seconde (l/s) est aussi utilisé pour les sources et les ruisseaux. Les valeurs sont données le plus souvent avec 3 chiffres significatifs.
L'action de mesure du débit d'un cours d'eau s'appelle un « jaugeage ». Elle s'effectue souvent dans un lieu équipé de façon adéquate que l'on appelle « station de jaugeage » avec une section géométrique d'écoulement bien établie.
La lettre Q est aussi souvent utilisée pour signifier le débit, en particulier à l'international.
La courbe graphique du débit selon le temps s'appelle un hydrogramme. Ses formes sont variées.

## Différents types
Pour un même cours d'eau, à un même endroit de jaugeage, à partir d'une chronique contrôlée et validée de données, sur une période de référence indiquée par un chiffre, on peut calculer statistiquement différents débits :
- le débit moyen : journalier[1],[6] (QMJ), mensuel[1] (QMM), annuel[1],[6] (QMA), pluriannuel (2, 5, 10, 30, 50, 100, 1000, etc.), inter-annuel (= module)[6] ;
- le débit maximal instantané en crue : instantané (QIX), ou journalier (QJX) ; Exemples : QIX100 : débit instantané maximal centennal, QJX10 débit journalier maximal décennal ;
- le débit minimal en étiage[6] : annuel (QMNA) ou pluriannuel (exemple : QMNA30 débit minimal trentennal), ou sur 3 jours consécutifs sur un mois considéré (VCN3)[6], ou le débit caractéristique d'étiage (DCE) au-dessous duquel l'écoulement descend statistiquement dix jours par an (pas forcément consécutifs) sur une longue série d'années (exemple : DCE10 : décennal) ;
- le débit spécifique[1],[6] du bassin versant (QSP), en l/s/km2.

D'autre part des débits particuliers sont distingués : 
- pour mesurer des éléments transportés : débit liquide[6], débit solide[6] ;
- pour évaluer l'impact biologique et écologique d'un aménagement : débit minimal (biologique)[6] / débit réservé[6], débit naturel[6], débit affecté[6], débit contrôlé[6], débit de crue utile (DCU)[6], débit écologique[6] (en 2022, la jurisprudence en France rappelle que le débit minimal biologique d'un cours d'eau ne peut être remis en cause par les besoins de l'irrigation)[7] ;
- dans un cadre de risques naturels et de gestion des inondations : débit de crue[6], débit de seuil d'alerte (DSA)[6], débit de crise (DCR)[6] ;
- en hydroélectricité : débit d'équipement, débit d'armement, débit (maximal) dérivé.

## Utilisations
Le débit en hydrologie s'utilise essentiellement dans :
- le processus de transformation de la pluie en débit dans un bassin versant et sa modélisation[4],[8],[9] ;
- la prévention du risque de crue et d'inondation[4],[8],[10].